# 264-й миномётный полк
264-й миномётный Тарнопольский Краснознамённый, ордена Суворова и Кутузова полк — тактическое формирование Рабоче-крестьянской Красной армии. В годы Великой Отечественной войны входил в состав 4-го гвардейского танкового Кантемировского ордена Ленина, Краснознамённого корпуса.
Сформирован в марте 1943 г. в Среднеазиатском военном округе. В апреле 1943 г. полк входит в состав 4-го гвардейского танкового корпуса и воевал в его составе до конца войны.
Приказом Верховного Главнокомандующего от 26 апреля 1944 г. за проявленный героизм при освобождении г. Тарнополя ряд соединений Рабоче-крестьянской Красной армии, в их числе и 264-й миномётный полк, стали именоваться «Тарнопольскими». Впоследствии полк был награждён орденами Красного Знамени, Суворова 3-й степени и Кутузова.

## Послевоенная история
После войны в 1945 году 4-й гвардейский танковый корпус переформировывается в 4-ю гвардейскую танковую дивизию, которая 13 сентября 1945 г. входит в состав войск Московского военного округа с передислокацией в г. Наро-Фоминск Московской области. В составе дивизии формируется 275-й артиллерийский полк, которому передаются знамя, почётное наименование и награды 264-го отдельного миномётного полка.

## Даты боёв и топонимы из наградных приказов 264-го миномётного полка
06.08.1943 г. Бои на харьковском направлении под с. Ивановская Лисица (село Ивановская Лисица, Грайворонский район, Белгородская область, Россия).
08.08.1943 г. Бои в районе г. Грайворон (Грайворон, Белгородская область, Россия).
15.08.1943 г. Бои районе совх. Озетняк (совхоз «Осетняк», Ахтырский район, Сумская область, Украина и совхоз «Ильичовка», сейчас село Ильичовка, Ахтырский район, Сумская область, Украина), в районе г. Ахтырка (г. Ахтырка, Сумская область, Украина).
19.08.1943 г. Бои в районе д. Грунь (село Грунь, Ахтырский район, Сумская область, Украина).
20.08.1943 г. Бои в районе д. Буды, бои в районе с. Бельск (село Бельск, Котелевский район, Полтавская область, Украина).
20.08.1943 г. Прорыв окружения в районе д. Любовка (село Любовка, Краснокутский район, Харьковская область, Украина).
21.08.1943 г. Бои под селом Хухря (село Хухра, Ахтырский район, Сумская область, Украина).
21-22.12.1943 г. Бои в районе Чеповичи (станция Чеповичи, село Пристанционное, Малинский район, Житомирская область, Украина).
03.01.1944 г. Бой в районе села Сербиновка (после 1946 г. село стало называться селом Будичаны, Чудновский район, Житомирская область, Украина).
04.01.1944 г. Бои в районе Почта Рудня (село Рудня-Почта, Житомирский район, Житомирская область, Украина).
04.01.1944 г. Бой в районе селения Столпов (село Столпов, Чудновский район, Житомирская область, Украина).
08-09.01.1944 г. Бои в районе Липно (село Липно, Любарский район, Житомирская область, Украина) и Кутыщи (село Кутище, Любарский район, Житомирская область, Украина).
10.01.-15.02.1944 г. Бои в районе Любар (посёлок городского типа Любар, Житомирская область, Украина) и села Гриновцы (Гриновцы, Любарский район, Житомирская область, Украина).
08-15.02.1944 г. Бои у села Шепетовка (Шепетовка, Хмельницкая область, Украина).
09-29.03.1944 г. Бои в районе г. Тарнополь (совр. Тернополь - переименован в 1944 г., Украина). 15 марта был отход войск Красной Армии под натиском контратаки противника. 19 марта были бои в районе селения Байковец под Тарнополем. 27 марта шли бои в районе Каменоломни перед г. Тарнополем.
01-05.04.1944 г. Продолжение боёв в районах г. Тарнополя. К 06.04.1944 г. бои были северо-восточнее села Острув (село Остров, Тернопольский район, Тернопольская область, Украина). В результате решительных действий Красной Армии противник был оттеснён за р. Стрыпа, после чего боевые действия сместились в район села Бурканов.
08-19.04.1944 г. Бои в районе села Бурканув (село Бурканов, Теребовлянский район, Тернопольская область, Украина) и села Золотники (Золотники, Теребовлянский район, Тернопольская область, Украина).
16-17.07.1944 г. Бои в районе м. Езерна (село Озёрная (Озёрна), Зборовский район, Тернопольская область, Украина).
18.07.1944 г. Бои в районе Лопушаны-Ярославице (село Лопушаны, Зборовский район, Тернопольская область, Украина. Село Ярославичи, Зборовский район, Тернопольская область, Украина).
22.07.1944 г. Бои в районе города Золочева (Украина) и села Ясеновцы.
26.07.1944 г. Бои в районе Жидатыче (Жидатыче было селом, располагавшимся с сев. окраины Львова по направлению к селу Хренов, Львовская область, Украина).
01.08.1944 г. Бои западнее города Жешува (польск. Rzeszów, Жешув, Подкарпатское воеводство, Польша).
03.08.1944 г. Бои в районе села Загаце (польск. Zagacie - село, которое находолось в районе села Камёнка (польск. Kamionka, Камёнка, Острув, Повят-Ропчицко-Сендзишовский, Подкарпатское воеводство, Польша) и села Руда (польск. Ruda, Руда, Сендзишув-Малопольский, Повят-Ропчицко-Сендзишовский, Подкарпатское воеводство, Польша)).
05.08.1944 г. Бои в районе селения Тушима (польск. Tuszyma, Тушима, Пшецлав, Повят-Мелецкий, Подкарпатское воеводство, Польша) и близ селения Бялы-Бур (польск. Biały Bór, Бялы-Бур, Пшецлав, Повят-Мелецкий, Подкарпатское воеводство, Польша).
07.08.1944 г. Бои в округе Оцека (польск. Ocieka, Оцека, Острув, Повят-Ропчицко-Сендзишовский, Подкарпатское воеводство, Польша).
08.08.1944 г. Бои за Жендзяновице (польск. Rzędzianowice, Жендзяновице, Мелец-(Гмина), Повят-Мелецкий, Подкарпатское воеводство, Польша).
10-13.08.1944 г. Бои в районе Кавенчин (польск. Kawęczyn, Кавенчин, Вадовице-Гурне, Повят-Мелецкий, Подкарпатское воеводство, Польша).
14-19.08.1944 г. Бои в районе Вампежув (польск. Wampierzów, Вампежув, Вадовице-Гурне, Повят-Мелецкий, Подкарпатское воеводство, Польша).
22-28.08.1944 г. Бои в районе Радомысль Вельки (польск. Radomyśl Wielki, Радомысль-Вельки, Повят-Мелецкий, Подкарпатское воеводство, Польша). Бои в районе селения Жиракув (польск. Żyraków, Жиракув, Повят-Дембицкий, Подкарпатское воеводство, Польша). Бои в районе города Дембица (польск. Dębica, Дембица, Повят-Дембицкий, Подкарпатское воеводство, Польша).
16-17.09.1944 г. Бои в районе селения Рыманув (польск. Rymanów, Рыманув, Повят-Кросненьский, Подкарпатское воеводство, Польша).
20.09.1944 г. Бой в районе селения Любатова (польск. Lubatowa, Любатова, Ивонич-Здруй, Повят-Кросненьский, Подкарпатское воеводство, Польша).
21.09.1944 г. Бои в районе селения Завадка-Рымановская (польск. Zawadka Rymanowska, Завадка-Рымановская, Дукля, Повят-Кросненьский, Подкарпатское воеводство, Польша).
23.09.1944 г. Бои в районе селения Тылява (польск. Tylawa, Тылява, Дукля, Повят-Кросненьский, Подкарпатское воеводство, Польша).
30.09.1944 г. Бои в районе Ольхенап (вероятно, польск. Olchowiec, Ольховец , Дукля, Повят-Кросненьский, Подкарпатское воеводство, Польша).
03.10.1944 г. Бои в районе Гута Поляньска (польск. Huta Polanska, Хута Поляньская, район Поляны, Кремпна, Повят-Ясельский, Подкарпатское воеводство, Польша. Территория поселения занята Магурским национальным парком).
05-10.10.1944 г. Бои в районе д. Цеханя (польск. Ciechania - бывш. деревня или село Цеханя (также встречается написание Чеханя или Тихана), Подкарпатское воеводство, Польша. Наиболее близский город Дукля - 21 км. Руины села находятся на территории Магурского национального парка). На момент боёв в селе был опорный пункт немецких войск.
20.10.1944 г. Бои в районе Вышня Писана (словак. Vyšná Pisaná, Вишна-Писана, Свидник, Прешовский-край, Словакия).
27-28.10.1944 г. Бои в районе Нижняя Писана (словак. Nižná Pisaná, Нижна-Писана, близ г. Свидник, Прешовский-край, Словакия).
28.10.1944 г. Бои в районе селения Кружлова (словак. Kružlová, Кружлова, Свидник, Прешовский-край, Словакия).
31.10-24.11.1944 г. Передислокация войск севернее населённого пункта Яблонице (северо-западнее г. Сташув, Польша) (польск. Jabłonica, Яблоница, Шидлув, Повят-Сташовский, Свентокшиское воеводство, Польша).
12.01.1945 г. Прорыв обороны противника в районе селения Метель (польск. Mietel, Метель, Стопница, Повят-Буский, Свентокшиское воеводство, Польша).
16.01.1945 г. Бои в районе Сломники (польск. Słomniki, г. Сломники, Повят-Краковский, Малопольское воеводство, Польша).
17.01.1945 г. Бои в районе Скала (польск. Skała, Скала, Повят-Краковский, Малопольское воеводство, Польша).
21.01.1945 г. Бои в районе Хжанув (польск. Chrzanów, г. Хшанув, Повят-Хшановский, Малопольское воеводство, Польша. В период 1941-1945 носил нем. название Krenau).
25.01.1945 г. Бои в округе Явожно (польск. Jaworzno, Явожно, Силезское воеводство, Польша).
25.01.1945 г. Бои в районе Биркенталь (нем. Birkental, польск. Mysłowice (Brzezinka), Мысловице (Бжезинка), Силезское воеводство, Польша). Отражение контратак противника, стремившегося овладеть переправой через реку Пшешма (польск. Przemsza).
05.02.1945 г. Бои в районе села Гелльнерхайн (находилось юго.-зап. г. Олавы, Польша). Советские войска удерживали широкий рубеж на левом берегу Одера, необходимый для дальнейшего наступления.
08.02.1945 г. Бои в районе села Вангерн (нем. Wangern, польск. Węgry, Венгры, Журавина, Повят-Вроцлавский, Нижнесилезское воеводство, Польша).
11.02.1945 г. Бои в районе Гросс-Пейскерау (нем. Groß-Peiskerau - одно из нем. названий польск. Города Piskorzów, Пискожув, Доманюв, Повят-Олавский, Нижнесилезское воеводство, Польша).
13.02.1945 г. Бои в районе Тейхлинден (нем Teichlinden в период с 1937 по 1945 гг., польск. Milejowice, Милеёвице, Журавина, Повят-Вроцлавский, Нижнесилезское воеводство, Польша).
16-17.02.1945 г. Бои в районе Шидлагвиц (нем. Schiedlagwitz до 1937 г., нем. Siedlingen в период оккупации 1937-1945 гг., польск. Siedlakowice, Седляковице, Собутка, Повят-Вроцлавский, Нижнесилезское воеводство, Польша).
21-22.02.1945 г. Бои в районе Инграмсдорф (нем. Ingramsdorf, польск. Ibramowice, Имбрамовице, Жарув, Повят-Свидницкий, Нижнесилезское воеводство, Польша).
01.03.1945 г. Бои в районе Кифендорф (нем. Kiefendorf, польск. Sosnowo. Бывшее село во Вроцлавском воеводстве).
Начало операции, обозначенной на карте Оперативного управления штаба 1-го Украинского фронта «Прорыв Тактической глубины обороны противника в междуречье рек Нейсе-Шпрее 16-18.04.1945 г.».
16.04.1945 г. Прорыв обороны противника на р. Нейсе (нем. Neiße, польск. Nysa Łużycka, Ныса-Лужицка (или Лужицка-Ниса) - левобережный приток Одера).
16.04.1945 г. Бои в районе Емлиц (нем. Jämlitz, Йемлиц (Емлиц), Йемлиц-Клайн-Дюбен, Шпрее-Найсе, Бранденбург, Германия).
17.04.1945 г. Бои в районе Шлайфе (нем. Schleife, Шлайфе, Гёрлиц, Саксония, Германия).
18.04.1945 г. Форсирование реки Шпрее (нем. Spree, совр. Шпре). Отражение контратаки противника в районе Шпреевиц (нем. Spreewitz, Шпреевиц (Шпревиц), Шпреталь, Баутцен, Саксония, Германия).
19.04.1945 г. Бои в районе селения Берген (нем. Bergen, Берген, Эльстерхайде, Баутцен, Саксония, Германия).
20.04.1945 г. Бои в районе Клайн-Партвиц (нем. Klein Partwitz (Kleinpartwitz), Кляйн-Партвиц (Клайнпартвиц), Эльстерхайде, Баутцен, Саксония, Германия).
20.04.1945 г. (1-й дивизион) Бои в районе Зефтенберг (нем. Senftenberg, Зенфтенберг, Верхний Шпревальд-Лаузиц, Бранденбург, Германия).
23.04.1945 г. Бои в районе Цветау (нем. Zwethau, Цветау, Байльроде, Северная Саксония, Саксония, Германия).
Форсирование Эльбы в районе города Торгау (Торгау, Северная Саксония, Саксония, Германия).
27-29.04.1945 г. Бои в районе Нойдорф (нем. Neudorf, Нойдорф, Дёбельн, Миттельзаксен, Саксония, Германия).
01.05.1945 г. Бои в районе Науслиц (нем. Naußlitz, Науслиц, Росвайн, Миттельзаксен, Саксония, Германия).
05-06.05.1945 г. Бои в районе Нигерода (нем. Niegeroda, Нигерода, Лампертсвальде, Майсен, Саксония, Германия).

## Приказы
1. Приказ № 1/Н от 23.07.1943 г. по 264 Миномётному Полку 4-го Гвардейского Кантемировского Танкового Корпуса Воронежского фронта.
2. Приказ № 2/Н от 31.08.1943 г. по 264 Миномётному Полку 4-го Гвардейского Кантемировского Танкового Корпуса Воронежского фронта.
3. Приказ № 3/Н от 03.09.1943 г. по 264 Миномётному Полку 4-го Гвардейского Кантемировского Танкового Корпуса Воронежского фронта.
4. Приказ № 1/Н от 11.01.1944 г. по 264 Миномётному Полку 4-го Гвардейского Кантемировского Танкового Корпуса.
5. Приказ № 2/Н от 17.02.1944 г. по 264 Миномётному Полку 4-го Гвардейского Танкового Кантемировского Корпуса.
6. Приказ № 3/Н от 19.02.1944 г. по 264 Миномётному Полку 4-го Гвардейского Танкового Кантемировского Корпуса.
7. Приказ № 4/Н от 29.03.1944 г. по 264 Миномётному Полку 4-го Гвардейского Танкового Кантемировского Корпуса.
8. Приказ № 05/Н от 23.04.1944 г. по 264 Миномётному Полку 4-го Гвардейского Танкового Кантемировского Краснознамённого Корпуса.
9. Приказ № 06/Н от 10.05.1944 г. по 264 Отдельному Миномётному Тарнопольскому Полку 4-го Гвардейского Танкового Кантемировского Краснознамённого Корпуса.
10. Приказ № 07/Н от 30.05.1944 г. по 264 Отдельному Миномётному Тарнопольскому Полку 4-го Гвардейского Танкового Кантемировского Краснознамённого Корпуса.
11. Приказ № 08/Н от 04.08.1944 г. по 264 Отдельному Миномётному Тарнопольскому Полку 4-го Гвардейского Танкового Кантемировского Краснознамённого Корпуса.
12. Приказ № 09/Н от 12.08.1944 г. по 264 Отдельному Миномётному Тарнопольскому Полку 4-го Гвардейского Танкового Кантемировского Краснознамённого Корпуса.
13. Приказ № 010/Н от 30.08.1944 г. по 264 Миномётному Тарнопольскому Краснознамённому Полку 4-го Гвардейского Танкового Кантемировского Краснознамённого Корпуса.
14. Приказ № 011/Н от 05.10.1944 г. по 264 Миномётному Тарнопольскому Краснознамённому, ордена Суворова 3-й степени Полку.
15. Приказ № 012/Н от 14.11.1944 г. по 264 Миномётному Тарнопольскому Краснознамённому, ордена Суворова 3-й степени Полку 4-го Гвардейского Танкового Кантемировского Краснознамённого Корпуса. 1 Украинский фронт.
16. Приказ № 013/Н от 19.12.1944 г. по 264 Миномётному Тарнопольскому Краснознамённому, ордена Суворова 3-й степени Полку, 4 ГТККК.
17. Приказ № 01/Н от 08.02.1945 г. по 264 Миномётному Тарнопольскому Краснознамённому, ордена Суворова 3-й степени Полку 4 ГТККК.
18. Приказ № 02/Н от 03.03.1945 г. по 264 Миномётному Тарнопольскому Краснознамённому, ордена Суворова и Кутузова Полку 4 ГТКОЛКК.
19. Приказ № 03/Н от 04.05.1945 г. по 264 Миномётному Тарнопольскому Краснознамённому, ордена Суворова и Кутузова Полку 4 ГТКОЛКК. 
1 Укр. фронт.
20. Приказ № 04/Н от 13.05.1945 г. по 264 Миномётному Тарнопольскому Краснознамённому, ордена Суворова и Кутузова Полку 4 ГТКОЛКК.